# Jack Carlin
Jack Carlin (Paisley, 23 april 1997) is een Schots baanwielrenner, gespecialiseerd in de individuele en teamsprint. 

## Carrière
Hij won in 2018 een zilveren medaille op de sprint tijdens de Gemenebestspelen. In 2021 nam hij deel aan de Olympische Zomerspelen 2020, hier won hij een zilveren medaille bij de teamsprint en een bronzen medaille op het onderdeel sprint. Een jaar later won hij eveneens twee medailles op de Gemenebestspelen 2022. Bij zijn tweede deelname aan de Olympische Zomerspelen, in 2024, won hij eveneens op de teamsprint een zilveren en bij de sprint een bronzen medaille.

## Palmares
| Jaar     | BK                                 | EK                                  | WK                                  | Overig                                                |
| Junioren | Junioren                           | Junioren                            | Junioren                            | Junioren                                              |
| -------- | ---------------------------------- | ----------------------------------- | ----------------------------------- | ----------------------------------------------------- |
| 2015     |                                    | teamsprint                          |                                     |                                                       |
| Beloften |                                    |                                     |                                     |                                                       |
| 2016     |                                    | teamsprint · 10e sprint             |                                     |                                                       |
| 2017     |                                    | teamsprint · keirin                 |                                     |                                                       |
| Elite    |                                    |                                     |                                     |                                                       |
| 2015     | 7e sprint 9e keirin                |                                     |                                     |                                                       |
| 2016     |                                    | teamsprint · 7e keirin              |                                     | WB Glasgow: · teamsprint · WB Apeldoorn: · teamsprint |
| 2017     | teamsprint · 5e keirin · 6e sprint | 6e teamsprint                       | 5e teamsprint                       |                                                       |
| 2018     | teamsprint · sprint                | keirin · 4e sprint · 6e teamsprint  | teamsprint · sprint · 5e keirin     | Gemenebestspelen: · sprint · 4e keirin                |
| 2019     | teamsprint · keirin                | teamsprint · 8e sprint · 10e keirin | 5e keirin 5e teamsprint 12e sprint  | Europese Spelen: · teamsprint · 8e sprint             |
| 2020     |                                    |                                     | teamsprint · 4e keirin · 20e sprint |                                                       |
| 2021     |                                    |                                     |                                     | Olympische Spelen: · teamsprint · sprint · 8e keirin  |
| 2022     | sprint · keirin                    | sprint · teamsprint                 | teamsprint · 6e sprint · 9e keirin  | Gemenebestspelen: · keirin · sprint                   |
| 2023     | sprint · keirin                    | teamsprint · 6e sprint · 9e keirin  | sprint · 4e teamsprint · 5e keirin  |                                                       |
| 2024     |                                    | 4e teamsprint 7e keirin 11e sprint  |                                     | Olympische Spelen: · teamsprint · sprint · 4e keirin  |